# Prima Divisione Sicilia 1949-1950
La Prima Divisione fu il massimo campionato regionale di calcio disputato in Sicilia nella stagione 1949-1950.

## Composizione

### Squadre partecipanti
| Club                  | Città                    | Stagione precedente         |
| --------------------- | ------------------------ | --------------------------- |
| A.S. Acre             | Palazzolo Acreide (SR)   | 6º in Prima Divisione gir.B |
| A.S. Arsenale Augusta | Augusta (SR)             | 3º in Prima Divisione gir.B |
| A.S. Augusta          | Augusta (SR)             | Inattiva                    |
| A.S. Canicattini      | Canicattini Bagni (SR)   | 5º in Prima Divisione gir.B |
| S.S. Gela             | Gela (CL)                | 4º in Prima Divisione gir.B |
| S.S. La Goliardica    | Carlentini (SR)          | 5º in Prima Divisione gir.C |
| S.S. Milazzo          | Milazzo (ME)             | 2º in Prima Divisione gir.D |
| S.S. Nicosia          | Nicosia (EN)             | 4º in Prima Divisione gir.D |
| G.S. Racalmuto        | Racalmuto (AG)           | 2º in Prima Divisione gir.A |
| Pol. Riesina          | Riesi (CL)               | 4º in Prima Divisione gir.A |
| Pol. Riposto          | Riposto (CT)             | 8º in Prima Divisione gir.D |
| S.A.L.S.              | Villafranca Tirrena (ME) | Inattiva                    |
| A.P. Vizzini          | Vizzini (CT)             | 2º in Prima Divisione gir.B |
| A.S. Taormina         | Taormina (ME)            | 1º in Prima Divisione gir.D |

### Classifica
|  | Pos. | Squadra          | Pt       | G  | V  | N | P  | GF | GS  | DR  |
|  | ---- | ---------------- | -------- | -- | -- | - | -- | -- | --- | --- |
|  | 1.   | Gela             | 41       | 22 | 19 | 3 | 2  | 77 | 15  | +62 |
|  | 2.   | Milazzo          | 38       | 22 | 16 | 6 | 2  | 55 | 17  | +38 |
|  | 3.   | Augusta          | 37       | 22 | 16 | 5 | 3  | 66 | 19  | +47 |
|  | 4.   | Canicattini      | 33       | 22 | 14 | 5 | 5  | 69 | 24  | +45 |
|  | 5.   | Riposto          | 30       | 22 | 13 | 4 | 7  | 32 | 24  | +8  |
|  | 6.   | Vizzini          | 26       | 22 | 11 | 4 | 9  | 39 | 39  | 0   |
|  | 7.   | Nicosia          | 24       | 22 | 10 | 4 | 10 | 44 | 44  | 0   |
|  | 8.   | Taormina         | 23       | 22 | 9  | 5 | 10 | 55 | 36  | +19 |
|  | 9.   | Racalmuto (-1)   | 21       | 22 | 8  | 6 | 10 | 35 | 47  | -12 |
|  | 10.  | La Goliardica    | 14       | 22 | 4  | 6 | 14 | 18 | 56  | -38 |
|  | 11.  | Acre             | 11       | 22 | 4  | 3 | 17 | 16 | 66  | -50 |
|  | 12.  | SALS (-1)        | 11       | 22 | 5  | 2 | 17 | 34 | 63  | -29 |
|  | 13.  | Riesina (-4)     | - 3      | 22 | 0  | 1 | 23 | 17 | 107 | -90 |
|  | --   | Arsenale Augusta | Ritirato |    |    |   |    |    |     |     |

Legenda:

      Promosso in Promozione 1950-1951.
      Retrocesso in Seconda Divisione.
      Ritirato dal campionato.
Regolamento:
Due punti a vittoria, uno a pareggio, zero a sconfitta.
Note:
Racalmuto e SALS hanno scontato 1 punto di penalizzazione in classifica per una rinuncia.
Riesina ha scontato 4 punti di penalizzazione in classifica per quattro rinunce.
Milazzo ammesso successivamente in Promozione dalla FIGC.
Verdetti
- Gela ed Augusta promosse in Promozione 1950-1951.